# Tijgerkreek
Tijgerkreek es un ressort del distrito de Saramacca, en Surinam. Según el censo de 2012, tiene una población de 3.244 habitantes, la mayoría de origen javanés e indio.
Se ubica en el centro del distrito.
Limita al norte con el ressort de Wayamboweg, al oriente con el ressort de Groningen, al sur con el ressort de Kampong Baroe, al suroeste y al occidente con Calcuta.